# Mimi Kihle
Mimi Kihle, född 9 juli 1899 i Horten, död 4 juli 1993, var en norsk skådespelare.
Kihle filmdebuterade 1927 i Walter Fyrsts Trollälgen där hon gjorde rollen som dansaren Bellina. År 1932 spelade hon Ilona i Fantegutten och Ragnhild i Lalla vinner!. I den senare sjöng hon låten "Hvorfor så alene?" tillsammans med Odd Frogg. Låten blev senare utgiven på skiva på etiketten His Master's Voice. År 1938 spelade hon rollen Ida Olsen i Bør Børson jr., vilken blev hennes sista filmroll.

## Filmografi
- 1927 – Trollälgen
- 1932 – Fantegutten
- 1932 – Lalla vinner!
- 1938 – Bør Børson jr.